# Ашкашла
Ашкашла́ (рос. Ашкашла, башк. Ашҡашлы) — присілок (в минулому селище) у складі Благовіщенського району Башкортостану, Росія. Входить до складу Ільїно-Полянської сільської ради.
Населення — 28 осіб (2010; 18 в 2002).
Національний склад:
- росіяни — 89 %